# Subdivisions de la Papouasie-Nouvelle-Guinée
La Papouasie–Nouvelle-Guinée est subdivisée en 22 divisions de niveau provincial : 21 provinces, plus le district de la Capitale nationale. Ces provinces sont elles-mêmes regroupées en 4 régions.
Chacune des provinces est subdivisée en un ou plusieurs districts, eux-mêmes subdivisées en un ou plusieurs zones de gouvernement local.

## Subdivisions

### Régions

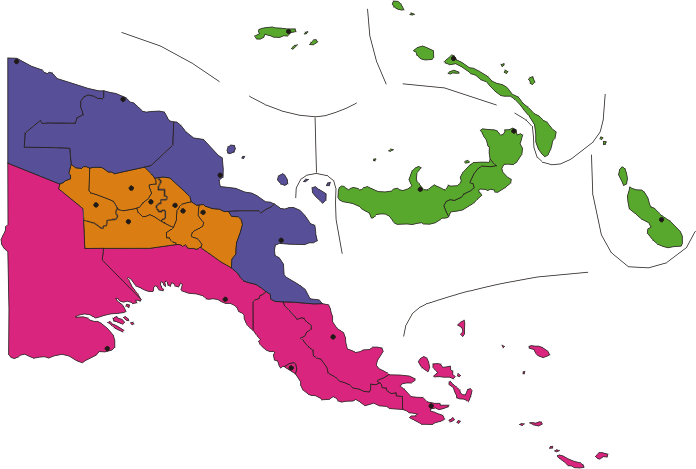
Région des Hautes-Terres
Région des Îles
Région Momase
Région Papouasie

La Papouasie–Nouvelle-Guinée est subdivisée en 4 régions, qui sont plus des regroupements régionaux de provinces :
- Région des Hautes-Terres : Enga, Hela, Jiwaka, Hautes-Terres méridionales, Hautes-Terres occidentales, Hautes-Terres orientales et Simbu
- Région des Îles : Bougainville, Manus, Nouvelle-Bretagne occidentale, Nouvelle-Bretagne orientale et Nouvelle-Irlande
- Région Momase : Madang, Morobe, Sandaun et Sepik oriental
- Région Papouasie : province centrale, Golfe, Baie Milne, Province nord, province ouest et district de la Capitale nationale

### Provinces

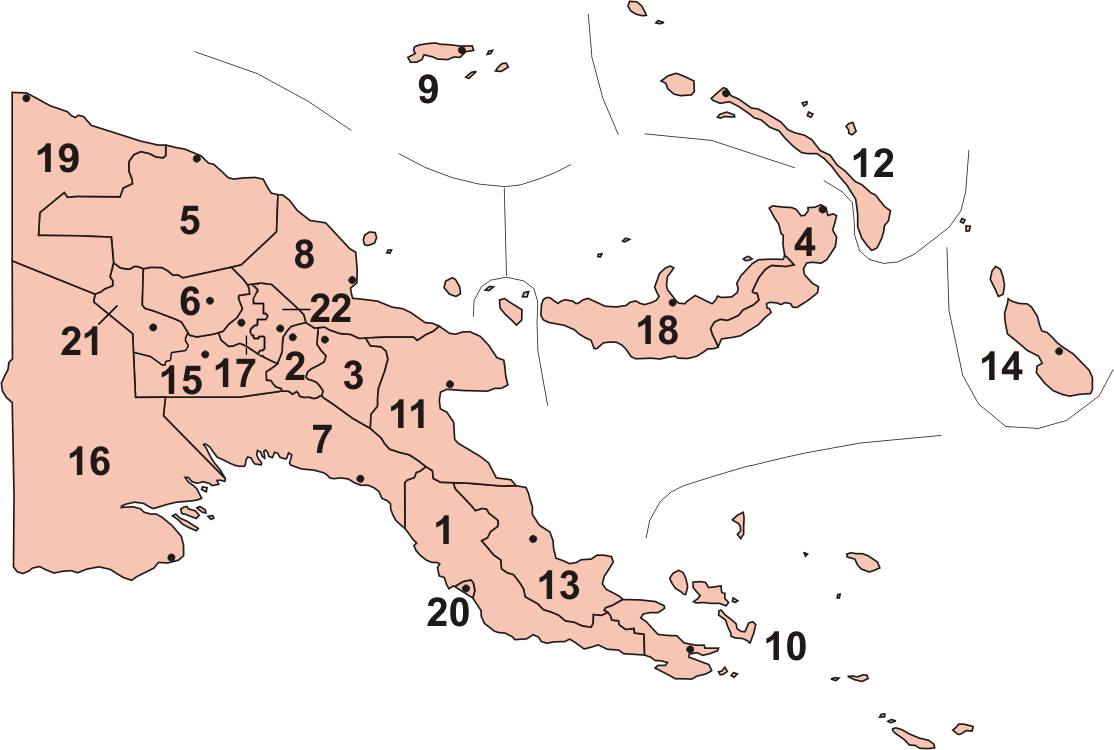
Carte des provinces de la Papouasie–Nouvelle-Guinée.

La Papouasie–Nouvelle-Guinée regroupe 22 divisions de niveau provincial : 20 provinces, la région autonome de Bougainville (anciennement Îles Salomon du Nord) et le district de la Capitale nationale. Les provinces sont les principales divisions administratives du pays.
1. Province centrale
2. Simbu (ou Chimbu)
3. Hautes-Terres orientales
4. Nouvelle-Bretagne orientale
5. Sepik oriental
6. Enga
7. Golfe
8. Madang
9. Manus
10. Baie Milne
11. Morobe
12. Nouvelle-Irlande
13. Province nord (ou province d'Oro)
14. Bougainville (anciennement Îles Salomon du Nord)
15. Hautes-Terres méridionales
16. Province ouest (ou Fly)
17. Hautes-Terres occidentales
18. Nouvelle-Bretagne occidentale
19. Sandaun (ou Sepik occidental)
20. District de la Capitale nationale (Port Moresby)
21. Hela
22. Jiwaka

### Districts
Chaque province est subdivisée en un ou plusieurs district. Chaque district forme une circonscription électorale pour le parlement national.

### Gouvernements locaux
Chaque district est subdivisé en un ou plusieurs zones de gouvernement local.